# San Bonifacio
San Bonifacio é uma comuna italiana da região do Vêneto, província de Verona, com cerca de 17.371 habitantes. Estende-se por uma área de 33,9 km², tendo uma densidade populacional de 526 hab/km². Faz fronteira com Arcole, Belfiore, Gambellara (VI), Lonigo (VI), Monteforte d'Alpone, Soave.

## Demografia
| Variação demográfica do município entre 1861 e 2011                               |
|                                                                                   |
| Fonte: Istituto Nazionale di Statistica (ISTAT) - Elaboração gráfica da Wikipedia |